# Marc Schuh
Marc Schuh (* 12. August 1989 in Bergisch Gladbach, Nordrhein-Westfalen) ist ein ehemaliger deutscher Rollstuhlleichtathlet.

## Leben
Marc Schuh wurde mit einer Fehlbildung der Wirbelsäule geboren, die ihm das Laufen unmöglich macht. Er absolvierte 2007 das Abitur am Otto-Hahn-Gymnasium in Bensberg als Jahrgangsbester in Chemie und Physik. Im selben Jahr begann er ein Studium der Physik an der Universität Heidelberg, das er 2012 als Bachelor und anschließend 2014 als Master abschloss; seine Masterarbeit behandelt Simulations of the electrostatic and magnetic field properties and tests of the Penning-ion source at THe-Trap. Im Anschluss promovierte Schuh und forschte bis Mai 2019 am Max-Planck-Institut für Kernphysik in der Gruppe von Klaus Blaum. Ziel war es, mit Hilfe von Penning-Fallen das Wissen über den Q-Wert von Tritium zu verbessern.

## Sportliche Laufbahn
Auf dem Umweg über Rollstuhl-Basketball und Rollstuhl-Tennis gelangte Schuh im Alter von zehn Jahren zur Leichtathletik, als er den Mobifanten-Cup im Rahmen des Heidelberg-Marathons gewann.
2005 wurde Schuh bei seiner ersten Teilnahme an Juniorenweltmeisterschaften in Stoke Mandeville (Vereinigtes Königreich) U18-Vizeweltmeister über 100 und 200 Meter. Bei den Sommer-Paralympics 2008 in Peking erreichte er über 400 Meter das Halbfinale. Im gleichen Jahr sicherte er sich bei den Juniorenweltmeisterschaften in den USA den Weltmeistertitel über 100, 200 und 400 Meter in der Kategorie U20.
Im Jahre 2009 gewann Schuh bei den IWAS World Junior Games in Nottwil Gold über 100, 200, 400 Meter und 4 × 100 Meter, diesmal in der Kategorie U23. Ebenfalls seit 2009 hält Schuh die deutschen Rekorde über 100, 200 und 400 Meter. Im November 2009 wurde er bei der Teilnahme an den IWAS-Weltmeisterschaften in Bangalore Weltmeister über 400 Meter. Von 2010 bis 2017 hielt er den Europarekord über 400 Meter mit 45,64 s. Im Jahre 2015 verbesserte er diesen Rekord auf 45,40 s und stellte damit eine neue zweitschnellste jemals erzielte Zeit auf. Schuh ist der erste Athlet, der dreimal unter 46 Sekunden blieb. Bei den Paralympics 2012 in London wurde Schuh Fünfter über 100 und Sechster über 400 Meter. Bei den IPC-Weltmeisterschaften 2013 in Lyon gewann er die Silbermedaille über 400 und die Bronzemedaille über 100 Meter. 2014 startete er bei der IPC-Europameisterschaften in Swansea über 100, 200, 400 und 800 Meter. Über alle vier Strecken fuhr Schuh auf das Podest und erzielte über 400 Meter sein bestes Resultat mit einer Silbermedaille.
Bei den Paralympics 2016 in Rio nahm er teil, schied allerdings krankheitsbedingt bereits im Vorlauf aus.
Die IPC-Weltmeisterschaften in London 2017 war seine letzte Teilnahme an internationalen Meisterschaften. Schuh belegte den 5. Platz über 200 Meter und den 7. Platz über 400 Meter.

## Ehrungen
2019 wurde er von der DPG zu einer der 175 inspirierenden Persönlichkeiten der Physik gewählt.
Am 9. September 2021 wurde er vom Rheinisch-Bergischen Kreissportbund zum Sportler des Jahrzehnts (2010–2020) gewählt.